# Wathena (Kansas)
Pour les articles homonymes, voir Wathena.
Wathena est une ville américaine située dans le comté de Doniphan, au Kansas. Selon le recensement de 2020, sa population est de 1 364 habitants.